# تشينوف
تشينوف (بالفرنسية: Chenôve) هي إحدى البلديات في مقاطعة كوت دور في منطقة بورغوني - فرانش - كومته، فرنسا، وهي ضاحية مكتظة بالسكان في مدينة ديجون، وتقع بالجوار من الجانب الجنوبي الغربي من المدينة. يبلغ عدد سكان تشينوف حوالي 14000 نسمة، وهي ثالث أكبر منطقة حضرية في كوت دور وثاني أكبر اقتصاد في ديجون، يطلق سكان تشينوف على أنفسهم اسم «بومبيس» وهي كلمة عامة تعني «الخبز الجيد».

## الإدارة
قائمة رؤساء البلديات (منذ 1978)
1. رولاند كاراز، الحزب الاشتراكي، آذار (مارس) 1978 - آذار (مارس) 1995.
2. رولاند كاراز، حركة المواطنين والجمهوريين، مارس 1995 - ديسمبر 1999 (توفي في المنصب)
3. جان اسمونين، الحزب الاشتراكي، كانون الأول (ديسمبر) 1999 - حتى الآن

## المشاهير
- مارك كاربليس، الرئيس التنفيذي لشركة إم تي جوكس